# Césarches
Césarches – miejscowość i gmina we Francji, w regionie Owernia-Rodan-Alpy, w departamencie Sabaudia.
Według danych na rok 1990 gminę zamieszkiwało 325 osób, a gęstość zaludnienia wynosiła 112 osób/km² (wśród 2880 gmin regionu Rodan-Alpy Césarches plasuje się na 1305. miejscu pod względem liczby ludności, natomiast pod względem powierzchni na miejscu 1654.).